# Hraniční syndrom (umělecká skupina)
Hraniční syndrom (Borderline-Syndrom) (zal. 2012) je volným tvůrčím seskupením několika předních osobností současné české a německé výtvarné scény, které ve svém díle reflektují sociodemografický konflikt zvaný obecně „odsun“, respektive téma česko-německého soužití v pohraniční oblasti Sudet.

## Historie
Spojení slov hraniční a syndrom má napovídat, že otázka záboru a poválečného nuceného vysídlení Sudet zůstala bolavým místem společné česko-německé historie.
Skupina vznikla v roce 2012 poté, co její členové „náhodně“ zjistili, že se problém Sudet každého z nich osobně dotýká. Na konci roku 2014 se k seskupení připojili přední němečtí umělci, bratři Hansjürgen a Lothar Joachim Gartnerové, kteří jsou současně autentičtí svědkové odsunu.

## Téma Hraniční syndrom
Tvůrci se kreativním a rozrůzněným způsobem vyjadřují k zániku „jednoho světa“ a zkoumají dopady „odsunu“ na všechny[zdroj⁠?!] sféry společnosti. Název projektu zvolila kurátorka podle v současnosti velmi frekventovaného tématu, nejčastější klinické psychiatrické diagnózy. Také v tomto případě se „syndrom“ týká specifické nefunkčnosti a nedokonalosti lidské mysli.
Dosavadní prezentace sdružení jsou zcela nepolitickým vyjádřením názorů na téměř tisíciletou otázku hraničních území Čech a Moravy a soužití se sousedními národy. Podle autorů je problematika pohraničí, Sudet, nejen velmi stará, ale také neobyčejně složitá a pro další vývoj naší společnosti je její náprava velmi důležitá. Nesnaží se najít definitivní a univerzálně platné řešení. Poukazují na nutnost transformace vnímání celého problému.
Ztráta Sudet znamená pro obě strany dostatečný podnět pro hledání společné lítosti nad tím, co se událo a o co přišli. Autoři se pokusili hledat pozitivnější východiska a nalezli prostor pro znovuoživování multikulturality a obnovování kontaktů. Uměleckým projektem Hraniční syndrom, který je i názvem sdružení umělců, se chtějí podílet na kultivaci obou národních společenství, která mají staletou společnou historii.
Jako autory nás překvapilo, jak dokonale před námi začala vystupovat další a další spojení z našich životů a z minulosti našich rodin. Naším společným cílem je umělecká konfrontace vizí těchto událostí, a to bez jakékoliv vnější cenzury.

Rea Michalová, kurátorka

### Členové
- David Saudek (malíř)
- Jaroslav Valečka (malíř)
- Martin Káňa (sochař)
- Hansjürgen Gartner (Künstlerhaus Wien, Bayerischen Kulturrat, München, člen Sudetendeutschen Akademie der Wissenschaften und Künste, München)
- Lothar Joachim Gartner (President Künstlerhaus Wien, Titularprofessor der Republik Österreich, řádný člen Sudetendeutschen Akademie der Wissenschaften und Künste, München, čestný člen Ruské akademie umění)
- Rea Michalová (kurátorka)

Spolupracující kurátoři
- Helena Fenclová (zástupkyně ředitelky galerie Klatovy / Klenová)
- Mgr. Jan Samec (ředitel Galerie umění Karlovy Vary)

### Výstavy
- 2013 Hraniční syndrom, Galerie Uffo Trutnov[3]
- 2013 – 2014 Hraniční syndrom, Galerie Michal's Collection[4]
- 2014 Hraniční syndrom, Ostrale – Internationale Ausstellung zeitgenössischer Künste, Drážďany[5]
- 2014 Hraniční syndrom (Martin Káňa, David Saudek, Jaroslav Valečka), Zámek Klenová[6]